# Herbert Strate
Herbert Strate (* 3. Februar 1922 in Hagen; † 24. März 2004) war ein deutscher Kinobetreiber und Kommunalpolitiker (FDP).

## Leben
Herbert Strate betrieb ab den 1950er Jahren in Hagen das Viktoria-Theater und das Gloria-Theater. Später führte er auch das Rex Am Ring in Köln. Er war von 1979 bis 1992 Präsident des Hauptverband Deutscher Filmtheater (HDF) und von 1984 bis 1999 Vorsitzender des Verwaltungsrates der Filmförderungsanstalt (FFA). Im Rahmen seiner Tätigkeit arbeitete Strate maßgeblich an der Neuausrichtung des HDF.
In Hagen war Strate für die FDP als Kommunalpolitiker aktiv und bekleidete von November 1969 bis Oktober 1979 das Amt des Bürgermeisters.
Nach ihm ist der Herbert-Strate-Preis benannt, der seit 2004 von der Film- und Medienstiftung NRW und dem HDF an Menschen verliehen wird, die sich um den deutschen Film verdient gemacht haben.

## Auszeichnungen
- 1978: Verdienstkreuz 1. Klasse der Bundesrepublik Deutschland
- 1990: Großes Verdienstkreuz des Verdienstordens der Bundesrepublik Deutschland[3]
- 1999: Goldene Leinwand für besondere Verdienste in der Filmwirtschaft[4]
- 2000: Verdienstorden des Landes Nordrhein-Westfalen